# Eli Manning
Pour les articles homonymes, voir Manning.
(en) Statistiques sur pro-football-reference
Elisha Nelson Manning, dit « Eli Manning », est un joueur professionnel américain de football américain né le 3 janvier 1981 à La Nouvelle-Orléans (Louisiane), ayant évolué au poste de quarterback. Il a joué 16 saisons dans la National Football League (NFL) pour la franchise des Giants de New York (2004 à 2019).
Il est le fils de l'ancien quarterback Archie Manning, ayant évolué principalement avec les Saints de La Nouvelle-Orléans, et le plus jeune frère de l'ancien quarterback des Colts d'Indianapolis et des Broncos de Denver, Peyton Manning.
Eli a joué au niveau universitaire, en NCAA, pour les Rebels de l'université du Mississippi. Auparavant, il avait fait ses classes au sein de l'école secondaire Isidore Newman de La Nouvelle-Orléans.
Il est sélectionné en tant que tout premier choix de la draft 2004 de la NFL, tout comme l'avait été en 1998 son frère Peyton par les Chargers de San Diego. Puisqu'il avait cependant refusé par avance de rejoindre cette équipe, un accord est trouvé avec les Giants de New York en échange du quatrième choix global de la draft, le quarterback Philip Rivers, et des choix de draft en 2004 et 2005.
Eli Manning détient les records de la franchise du nombre de yards gagnés à la passe et du nombre de passes complétées sur l'ensemble de la carrière. Il détient le record de la NFL du plus grand nombre de touchdowns à la passe lors des quatrièmes quart temps en une saison. Avec les Giants, il a remporté les Super Bowls XLII et XLVI, battant à deux reprises les Patriots de la Nouvelle-Angleterre. Désigné meilleur joueur lors des deux Super Bowls, il devient un des cinq joueurs à avoir été désigné meilleur joueur d'un Super Bowl au moins deux fois (Bart Starr et Terry Bradshaw en ont deux, tandis que Joe Montana en possède trois et Tom Brady cinq).
Eli est le seul quarterback de l'histoire de la NFL à avoir lancé plus de 4 900 yards et gagné un Super Bowl lors de la même saison. Il est aussi le quarterback actif à avoir débuté comme titulaire le plus grand nombre de matchs consécutifs (210). Il est aussi l'un des quatre quarterbacks de l'histoire de la NFL avec au moins 44 000 yards, 290 touchdowns à la passe, 4 apparitions au Pro Bowl et 2 Super Bowls gagnés comme John Elway, Tom Brady et son frère Peyton Manning.
Bien que n'atteignant pas les statistiques de son frère, Eli Manning est régulièrement cité pour ses hautes performances lors de matchs importants, et sa capacité à rester calme sous la pression.

## Carrière universitaire

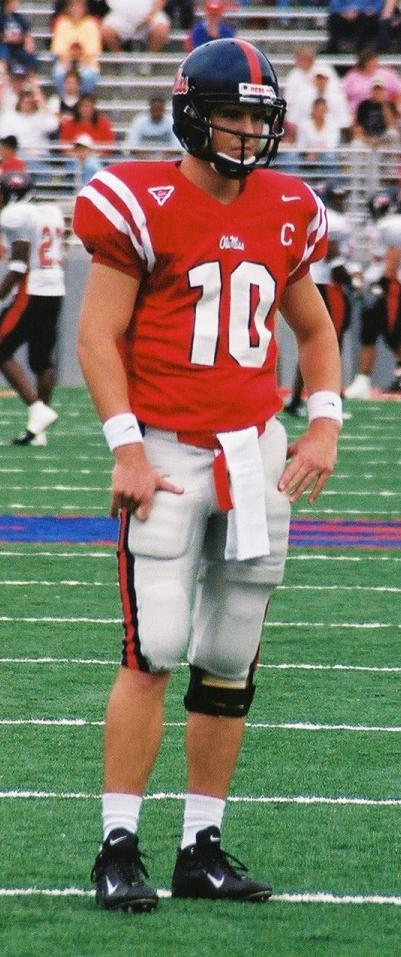
Eli Manning chez les Rebels d'Ole Miss.

Au cours de ses années passées chez les Rebels d'Ole Miss, Manning joue 43 matchs, établissant ou égalisant plusieurs records de l'équipe. Il atteint 10 119 yards à la passe (8e performance de l'histoire de la SEC), inscrit 81 touchdowns à la passe (6e de la SEC), et obtient une évaluation de 137,7 comme quarterback pour sa carrière universitaire (22e de la SEC).
Eli Manning ne participera qu'à 6 matchs au cours de la saison 2000 le quarterback titulaire étant Romaro Miller. Les Rebels sont invités à jouer le Music City Bowl 2000 contre les Mountaineers de la Virginie-Occidentale. Malgré la défaite, il est à signaler que lorsque le score est de 49 à 16 pour les Mountaineers, l'entraîneur principal David Cutcliffe se décide à faire jouer le freshman QB Eli Manning. Ce dernier, entré en début de 4e quart temps, effectuera une très belle remontée à son équipe, celle-ci inscrivant 22 points sans plus en concéder, terminant le match 49 à 36.
Eli devient le QB titulaire d'Ole Miss pour la saison 2001 laquelle se clôture sur un bilan de 7 victoires pour 4 défaites. L'équipe n'est cependant pas invitée à jouer de bowl d'après saison régulière.
La saison 2002 se termine sur un bilan global de 7 victoires pour 6 défaites. Eli emmène les Rebels à la victoire 27 à 23 lors de l'Independence Bowl de 2002 contre les Cornhuskers du Nebraska et est désigné comme joueur MVP du match.
La saison 2003 est meilleure puisque le bilan sera de 10 victoires pour 3 défaites en saison régulière. Celle-ci se termine par une victoire au Cotton Bowl Classic 2003 sur le score de 31 à 28 contre les Cowboys d'Oklahoma State. Il reçoit une invitation à jouer le Senior Bowl 2004 mais la déclina.
Son année senior arrivant à son terme, Manning gagne plusieurs trophées dont le Maxwell Award comme meilleur joueur du pays, le Johnny Unitas Golden Arm Award, le National Football Foundation, le College Football Hall of Fame, le Sporting News Radio Socrates Award et le trophée du joueur MVP de la SEC. Il sera également candidat au Trophée Heisman, terminant 3e derrière le QB des Sooners de l'Oklahoma, Jason White et le WR des Panthers de Pittsburgh Larry Fitzgerald.
Manning quitté l'Université du Mississippi comme diplômé en marketing, obtenant une moyenne cumulative de 3.44/4.00 (soit une moyenne voisine de 89 - 90%).

### Statistiques en NCAA
| Année          | Équipe            | Statut         | MJ |         | Passes   | Passes | Passes | Passes | Passes | Passes | Passes  |       | Courses | Courses | Courses | Courses |
| Année          | Équipe            | Statut         | MJ | Tentées | Réussies | Pct.   | Yards  | TD     | Int.   | Éval.  | Tentées | Yards | Moy.    | TD      |         |         |
| 2000           | Rebels d'Ole Miss | Fr             | 6  | 53      | 28       | 52,8   | 337    | 3      | 2      | 117,4  | 7       | 4     | 0,6     | 0       |         |         |
| 2001           | Rebels d'Ole Miss | So             | 11 | 408     | 259      | 63,5   | 2 948  | 31     | 9      | 144,8  | 31      | 9     | 0,3     | 0       |         |         |
| 2002           | Rebels d'Ole Miss | Jr             | 13 | 481     | 279      | 58,0   | 3 401  | 21     | 15     | 125,6  | 39      | -120  | −3,0    | 2       |         |         |
| 2003           | Rebels d'Ole Miss | Sr             | 13 | 441     | 275      | 62,4   | 3 600  | 29     | 10     | 148,1  | 48      | -28   | -0,6    | 3       |         |         |
| Totaux en NCAA | Totaux en NCAA    | Totaux en NCAA | 43 | 1 383   | 841      | 60,8   | 10 286 | 84     | 36     | 138,1  | 125     | -135  | −1.1    | 5       |         |         |

## Carrière professionnelle

### La draft
Il est sélectionné en tout premier choix de la draft 2004 de la NFL (tout comme l'avait été en 1998 son frère Peyton Manning) par les Chargers de San Diego (ceux-ci n'ayant eu que 4 victoire pour 12 défaites comme bilan en 2003).
Manning étant le joueur le plus convoité de la draft, il était évident que les Chargers allaient le choisir comme tout premier choix global. Cependant, avec l'aval de son père Archie Manning, Eli, avant la draft, avait déclaré qu'il refuserait de jouer pour les Chargers si ceux-ci le choisissaient.
À la suite de ce constat, les Chargers trouvent un accord avec les Giants de New York pour un échange avec leur quatrième choix global de la draft, QB Philip Rivers, et d'autres choix de draft en 2004 (Nate Kaeding, choix global 65 lors du 3e tour) et 2005 (Shawne Merriman, choix global 12 lors du 1er tour).
Manning était un des quatre quarterback choisis lors du premier tour lors de la draft NFL de 2004 avec Ben Roethlisberger, Philip Rivers, et J. P. Losman. Devenus titulaires dans leurs franchises, Manning, Roethlisberger, et Rivers ont été sélectionnés au Pro Bowl. Jusqu'à la saison 2013, Roethlisberger et Manning avaient toujours obtenu un bilan positif en fin de saison régulière (certaines saisons se sont terminées sur des bilans de 8 victoires et 8 défaites). Roethlisberger et Manning ont aussi gagné deux Super Bowl chacun. Ils ont été comparés favorablement à la classe de quarterbacks de 1983, laquelle comptait en ses rangs les quarterbacks Hall of Fame Dan Marino, John Elway et Jim Kelly.

### Saison 2004
Le 21 novembre 2004, Manning joue le premier match professionnel de sa carrière contre les Falcons d'Atlanta au Giants Stadium. Le 12 décembre 2004, lors de son 4e match comme titulaire contre les Ravens de Baltimore, au M&T Bank Stadium, il est mis sur le banc en seconde période et est remplacé par Kurt Warner car sa moyenne à la passe est de 0.0. Il reste néanmoins le titulaire au poste de quarterback le reste de la saison, disputant au total neuf matchs de NFL.

### Saison 2005: Champion de la NFC

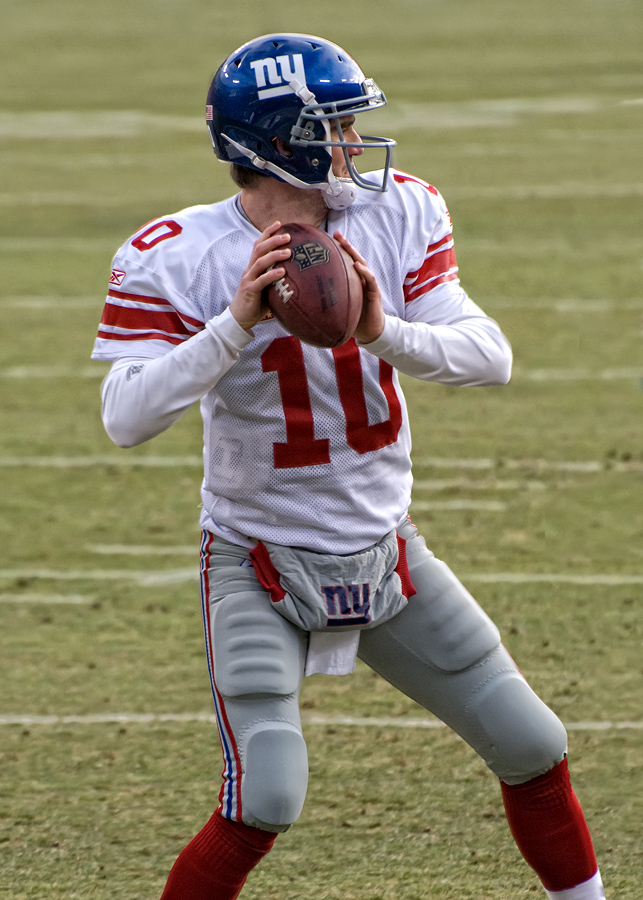
Eli Manning en 2012.

Après la saison 2004, Kurt Warner quitte les Giants et Eli est officiellement désigné titulaire pour la saison 2005. La saison débute par deux victoires contre les Cardinals de l'Arizona et les Saints de La Nouvelle-Orléans, avant de se rendre sur la côte Ouest à San Diego. Les fans des Chargers n'ont pas oublié le camouflet de Manning (son refus de jouer pour la franchise). C'est le 25 septembre 2005 qu'a lieu le premier match entre les Giants et les Chargers depuis la draft de la NFL 2003. La foule hue copieusement Manning chaque fois qu'il touche le ballon. San Diego gagne le match 45 à 23 mais Eli joue ce qui est probablement la meilleure performance de sa jeune carrière, gagnant 352 yards et inscrivant 2 TDs à la passe.
Après cette performance à San Diego, Manning revient à la maison et lance pour pratiquement 300 yards et 4 TDS (à ce moment le record de sa carrière) contre les Rams de Saint-Louis au Giants Stadium pour une victoire facile 44 à 24. Deux matchs plus tard, lors des dernières minutes, il mène une attaque contre les Broncos de Denver et assure la victoire 34 à 23 pour ses couleurs. Cette attaque se termine par un TD de 2 yards inscrit par Amani Toomer lequel réceptionne une passe de Manning alors qu'il ne reste que 5 secondes de temps de jeu. Deux semaines plus tard, Manning après une pauvre première période contre les 49ers de San Francisco, assure la première victoire de la saison en déplacement, 24 à 6. Malgré une mauvaise prestation à la maison contre les Vikings du Minnesota, lançant 4 interceptions, il parvient néanmoins à revenir au score lors des dernières minutes avant que les Vikings ne convertissent un field goal lors des dernières secondes.
Manning termine la saison dans le top 5 des quarterbacks de la NFL en nombre de TDs à la passe et en nombre de yards gagnés à la passe. Son attaque est classée 3e de la NFL inscrivant un total de 442 points,. Les Giants n'avaient plus inscrit autant de points en une saison depuis celle de 1963. Ils gagnent la Division Est de la NFC avec 11 victoires pour 5 défaites et se qualifient pour les play-offs.
Lors de cette saison 2005, Manning a lancé pour près de 3 800 yards, avec 24 passes qui ont abouti à des touchdowns pour seulement 17 interceptions. 52,8 % de ses lancers seulement ont été complétés, ce qui fut son point faible en 2005.

### Saison 2006
La seconde saison de Manning sera une réédition de la saison 2005. Il commence bien la saison avec 35 % de ses passes complétées au cours des 4 premiers matchs. Cependant en deuxième partie de saison, il doit se battre et ses performances diminueront au fil des matchs.
Après avoir perdu le premier match de la saison chez les Colts d'Indianapolis emmenés par son frère Peyton Manning, Eli et les Giants rebondissent contre les rivaux (les Eagles de Philadelphie), remontant de 7 à 24 à 30-24 lors du 4e quart temps en deuxième semaine. Manning lancera pour 37 yards (son record à cette époque), et 3 TDs à la passe dont un réussi en lançant le ballon à Plaxico Burress en prolongation. Après une piètre prestation contre les Seahawks de Seattle la semaine suivante, Manning et les Giants répondent en gagnant les cinq matchs suivants dont les matchs contre les Redskins de Washington, les Cowboys de Dallas et les Falcons d'Atlanta conduisant à un bilan provisoire de 6 victoires pour 2 défaites.
Après cette série de victoires, des joueurs importants se blessent (y compris le receveur Amani Toomer) ce qui entraînera Manning et les Giants dans une spirale négative. Contre les Bears de Chicago, Manning fait un bon match mais la perte sur blessure (jambe cassée) du LT Luke Petitgout conduira à la défaite. Manning fut limité à 141 yards à la passe avec deux interceptions. La perte de Petigout crée une brèche dans la ligne et Manning ne peut plus jouer valablement. Il se battra les semaines suivantes chez les Jaguars de Jacksonville d'une part et contre les Titans du Tennessee d'autre part. Lors de ce dernier match, les Giants, bien que menant de 21 points, se feront dépasser par les Titans à cause notamment d"une passe interceptée de Manning. Manning s'améliore la semaine suivante lançant pour 270 yards et deux TDs mais l'équipe perd à nouveau. Finalement, retrouvant le momentun, Manning lance pour 3 TDs et gagne contre les Panthers de la Caroline, Il trébuchera ensuite dans les trois derniers matchs. Il est intercepté à deux reprises contre les Eagles et ne compile que 73 yards à la passe contre les Saints de La Nouvelle-Orléans. Avec une dernière victoire contre Washington, les Giants affichent un bilan global en saison régulière de 8 victoires pour autant de défaites. Ils se qualifient pour la phase éliminatoire et y rencontrent les Eagles. Même s'il joue mieux au cours de ce match qu'au cours de la phase éliminatoire 2005 contre les Panthers de la Caroline, réussissant à compléter 16 des 27 passes tentées et inscrivant 2 TDs à la passe, l'équipe perd de nouveau à la suite d'un field goal converti par les Eagles dans les dernières secondes du match.
Manning affichera comme bilan global, 3 244 yards à la passe, 24 TDs et 18 interceptions. Il réussit 57,7 %, une amélioration de 5 points par rapport à 2005. Il a dû se battre à nouveau lors de la seconde partie de saison et termine avec une évaluation quarterback de 77.0 (18e de la NFL) pour 6,2 yards de moyenne par passe.

### Saison 2007: Super Bowl XLII

#### La préparation
Manning s'entraîne au Meadowlands sous les ordres du coordinateur offensif Kevin Gilbride et du nouvel entraîneur des quarterbacks Chris Palmer. Pour la toute première fois, Plaxico Burress et Jeremy Shockey s'entraînent au cours de l'entre-saison avec Manning pour améliorer leur timing plutôt que de s’entraîner seuls à Miami comme ils l'avaient fait les années précédentes.

#### La saison régulière
Manning commence sa saison 2007 avec une très haute performance personnelle contre les Cowboys de Dallas, complétant 28 de ses 41 passes pour un gain de 312 yards, 4 TDs pour une seule interception, mais souffre d'une entorse au niveau de son épaule et doit être remplacé pour toute la seconde mi-temps. Il rejoue en deuxième semaine contre les Packers de Green Bay, lançant pour 211 yards, la défense joue mal à nouveau, Green Bay gagne le match 35 à 13. La saison débute par deux défaites. En 3e semaine, la défense s'améliore empêchant les Redskins de Washington de marquer le moindre point en seconde période, les stoppant sur une quatrième tentative de TD ((en) forth and goal). Manning réussi à revenir au score et remporte le match 24 à 17. La défense des Giants réalise une énorme performance contre les Eagles de Philadelphie en réussissant 12 sacks (égalisant par ailleurs le record de la NFL), ne leur permettant que d'inscrire un field goal. Les Giants remporte le match sur le score de 16 à 3. La semaine suivante, contre les rivaux de la même ville, les Jets de New York, Manning malgré une première mi-temps décevante, parvient à mener son équipe à la victoire 35 à 24,.
Après deux victoires consécutives à domicile, Manning et ses Giants conquièrent une quatrième victoire en battant au Georgia Dome les Falcons d'Atlanta 31 à 10 lors du Monday Night Football. Manning i joue bien complétant 27 passes sur 39 pour un gain de 303 yards et 2 touchdowns malgré deux interceptions.
S'abritant derrière une défense en amélioration, les Giants affichent un bilan de 5 victoires pour 2 défaites après une nouvelle victoire 33 à 15 contre les 49ers de San Francisco avec un Manning qui joue à nouveau très bien et réussi 2 TDs à la passe. Le match suivant se déroule en déplacement chez les Dolphins de Miami le 28 octobre 2007 mais le match se déroule à Londres dans le stade de Wembley. Ce match se déroule sous la pluie et dans la boue. Manning ne lance que 59 yards et n'inscrit qu'un seul TD à la suite d'une course de 10 yards. Ce touchdown est le premier inscrit par les Giants en dehors de l'Amérique du Nord. Les Giants gagnent le match sur le score de 13 à 10 affichant un bilan de 6 victoires pour 2 défaites à la mi-saison 2007. Après une défaite chez leurs rivaux de division les Cowboys de Dallas en semaine 9, le copropriétaire de la franchise, John Mara émet publiquement des doutes au sujet de Manning par rapport à sa capacité à diriger l'équipe et aussi quant à son avenir au sein des Giants :

« La seule chose que nous évaluons est : Pouvons nous gagner avec ce gars ? C'est ça la question. Lorsque nous discutons d'un joueur en fin de saison, la question principale est  Nous aidera-t-il à gagner ? Et pour voir un peu plus loin, Pouvons nous gagner un championnat avec ce gars ? (The only thing we evaluate is 'Can we win with this guy?' That's the one thing. When we talk about any player at the end of the season, the No.1 question is 'Will he help us win?' And to take it one step further, 'Can we win a championship with this guy?' ) »

— John Mara (en)
Après une semaine de critiques dans les médias de New York et après avoir mal supporté la comparaison avec le QB Tony Romo, Manning rebondi avec une victoire lors du match opposant son équipe aux Lions de Détroit. Manning gagne 283 yards à la passe convertissant 1 TD sans aucune interception lors d'un match critique en déplacement,.
La semaine suivante, lors de la défaite 41 à 18 contre les Vikings du Minnesota, Manning se fera intercepter à quatre reprises dont trois seront retournées en touchdown. Il continuera à se battre tout le reste de la saison gagnant trois des cinq derniers matchs et l'équipe affichera un bilan de 10 victoires pour 6 défaites, le dernier match de saison régulière s'étant terminé par une défaite face aux Patriots de la Nouvelle-Angleterre (38 à 35), seule équipe affichant 16 victoires pour aucune défaite en fin de saison régulière.

#### Les play-offs 2007
Le 6 janvier 2008, chez les Buccaneers de Tampa Bay, Manning complète 20 passes sur 27 gagnant 185 yards. Les Giants, considérés comme outsiders, gagnent le match 24 à 14, Manning inscrivant 2 touchdowns à la passe.
Le 13 janvier 2008, Manning mène à nouveau les Giants à la victoire contre les super favoris les Cowboys de Dallas, équipe ayant terminé meilleure équipe de la NFC. Pour le troisième match consécutif, Manning joue bien complétant 12 de ses 18 passes tentées pour un gain de 163 yards et 2 touchdowns sans interception.
Cette victoire permet d'affronter pour le titre de champion de conférence NFC les Packers de Green Bay le 20 janvier 2008. Les Giants gagnent le match en prolongation sur le score de 23 à 20 les envoyant au Super Bowl XLII. C'est leur première apparition dans un Super Bowl depuis le Super Bowl XXXV en 2001.

#### Le Super Bowl XLII

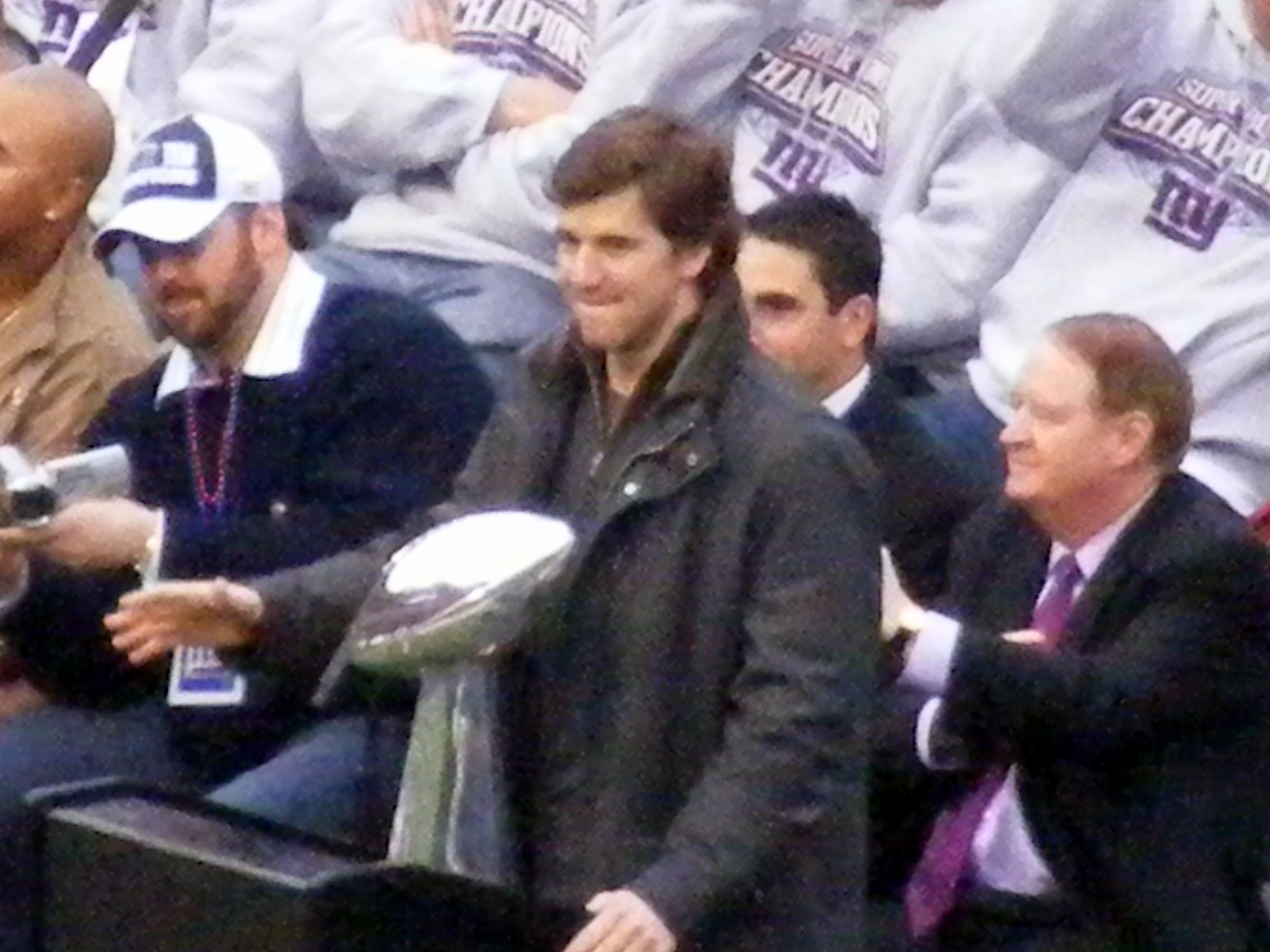
Eli avec le Trophée Vince Lombardi au Giants Stadium lors de la parade consécutive à la victoire au Super Bowl XLII.

Sous les yeux d'un nombre record de téléspectateurs et grâce à un drive extraordinaire conduit par Manning dans les derniers instants du quatrième quart temps, les Giants battent 17 à 14 les grandissimes favoris (12,5 contre 1) les Patriots de la Nouvelle-Angleterre.

« Manning takes the snap, back to throw, under pressure, avoids the rush and he's gonna...fight out of it, still fights out of it, now throws it deep down field, wide open Tyree who... MAKES THE CATCH! AT THE 24-YARD LINE! What a play by Manning! (Manning reçoit le ballon, s'apprête à lancer, il est sous pression, il évite les courses adverses et il va... devoir se battre, il se bat toujours, il lance maintenant le ballon en profondeur vers Tyree qui est libre, et qui CAPTE LA BALLE, SUR LA LIGNE DES 24 YARDS ! Quelle action de Manning !) »

— Bob Papa commentant la passe complétée de Manning vers David Tyree, 
Menés 14 à 10 à 02:42 minutes de la fin du match, Manning conduit son équipe pour un drive de 83 yards se concluant par le touchdown victorieux.
Sur ses 44 yards, lors d'un crucial 3e et 5 ((en)third-and-5), Manning se connecte à David Tyree lors d'un jeu au cours duquel il évitera plusieurs tentatives de sacks. Tyree attrape le ballon qu'il coince sur le dessus de son casque pour un gain important de terrain. Quatre jeux plus tard, Plaxico Burress réceptionne une passe de 13 yards pour inscrire le TD alors qu'il ne reste que 35 secondes à jouer.
Manning devient le second quarterback de l'histoire de la NFL après Joe Montana à lancer 2 touchdowns consécutifs dans le quatrième quart temps d'un Super Bowl. Il devient aussi le premier quarterback à avoir réussi un touchdown à la passe au cours de la dernière minute d'une finale de championnat NFL (y compris la période précédant l'instauration des Super Bowls) alors qu'un field goal n'aurait pas suffi à ramener le score à une égalité. Après leur brillante victoire, Manning, ses équipiers et le staff sont reçus par le président des États-Unis, George W. Bush.
Manning est élu comme joueur MVP du Super Bowl XLII.
Lui et son frère Peyton sont les deux seuls frères ayant joué au poste de quarterback lors d'un Super Bowl, et la seule paire de frères à avoir gagné un Super Bowl lors de deux années consécutives (Peyton ayant gagné avec les Colts d'Indianapolis le Super Bowl XLI). À la suite de son titre de MVP, Manning pouvait choisir une Cadillac 2008 de son choix. Il se porta sur la Cadillac Escalade type hybride. Le mercredi suivant le match, il fut invité à l'émission le Late Show with David Letterman.

### Saison 2008: Champions NFC

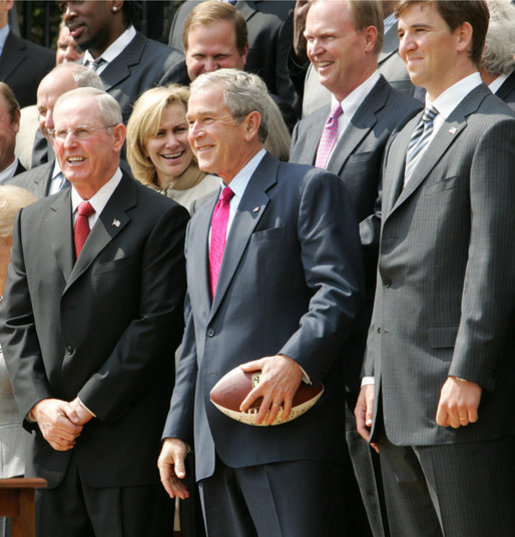
Manning (à droite) et Tom Coughlin (l'entraîneur sur la gauche) entourant le président Bush le 10 avril 2008.

Manning et les Giants commencent la campagne 2008 par une victoire 16 à 7 contre les rivaux de division les Redskins de Washington. "It was a great opening to the season" (C'était un grand début de saison) déclare Manning, lequel avait complété 19 des 35 passes tentées pour un gain de 216 yards, inscrivant 1 TD à la course et n'ayant subi qu'une seule interception. "There was a lot of emotion, a lot of excitement. You could feel it in the crowd." (Il y avait beaucoup beaucoup d'excitation. Vous pouviez le ressentir dans la foule).
Pour le second match contre les Rams de Saint-Louis, Manning réalise une performance extraordinaire se concluant par une seconde victoire. Manning termine le match avec un bilan de 20 passes complétées, 260 yards gagnés et 3 TDs à la passe vers trois receveurs différents. Le match marque également la quatrième victoire consécutive contre les Rams. La semaine suivante contre les Bengals de Cincinnati, Manning comble ses supporters au cours d'un nouveau quatrième quart temps magique. Il revient au score en inscrivant un TD dans les dernières minutes avec une passe vers son TE Kevin Boss. En prolongations, il complète une passe de 31 yards vers Amani Toomer inscrivant le TD de la victoire, 26 à 23.
La quatrième semaine, l'équipe inscrit des points sur ses six premières possessions et domine copieusement les Seahawks de Seattle 44 à 6. Manning lance pour 2 TDs complétant 19 de ses 25 passes pour un gain de 267 yards, l'attaque des Giants gagnant un total de 523 yards, leur record depuis 2002.
Après une mauvaise performance de l'équipe chez les Browns de Cleveland (défaite 35 à 14), les Giants et Manning se reprennent en battant d'une part les 49ers 29 à 17 et d'autre part, après un gros combat, les Steelers chez eux, 21 à 14,. Lors de cette victoire cruciale entraînant un bilan provisoire de 6 victoires pour 1 défaite, Manning complète 19 de ses 32 passes tentées pour un gain de 199 yards et 1 TD à la passe. Ils grimpent à 7 victoires la semaine suivante en battant 35 à 14 les Cowboys de Dallas, Manning y réussissant 3 TDs à la passe. Ils passent à 8 victoires en gagnant 36 à 31 contre les Eagles, Manning lançant pour 2 TDs. Le jeu crucial survient lors du troisième quart temps alors que les Giants sont menés de quatre points. Manning semble faire une passe illégale vers son Tight end Boss. Après une révision vidéo, cette passe est cependant déclarée valable. Deux jeux plus tard, les Giants inscrivent un touchdown.
La neuvième semaine voit la franchise affronter la troisième meilleure défense de la ligue, les Ravens de Baltimore. Cela n'empêche pas Manning d'emmener ses coéquipiers à une victoire décisive 30 à 10, les running backs Brandon Jacobs, Derrick Ward et Ahmad Bradshaw réussissant 200 yards à la course, permettant à la franchise d'afficher un bilan de 9 victoires pour 1 seule défaite. Deux semaines plus tard, à Washington, ils défient les Redskins pour la deuxième fois de la saison. Manning y réussit pour la première fois 300 yards à la passe sur un match, complétant 21 des 34 passes tentées avec 1 seule interception et 1 TD de 40 yards réceptionné par Amani Toomer. Les Giants gagnent le match 23 à 7. En novembre, Maning est désigné joueur MVP offensif du mois. En un mois, il a lancé pour 1 036 yards et 10 TDs, pour un pourcentage de complétion de 94.9 à la passe, avec 5 victoires pour 5 matchs joués.
Manning est sélectionné pour son premier Pro Bowl le 16 décembre, le premier quarterback des Giants sélectionné depuis Phil Simms depuis 1993.
En 15e semaine, se rendent au Texas Stadium chez les Cowboys de Dallas emmenés par Tony Romo, légèrement contusionné au bas du dos. Celui-ci réussira à sa connecter à 9 différents receveurs, complétant 20 de ses 30 passes tentées et inscrivant 2 TDs à la passe pour une victoire 20 à 8 contre les Giants. En 16e semaine, contre les Panthers de la Caroline, Manning réussi 17 de ses 27 passes tentées pour un gain de 184 yards sans interception. Il réussit à rétablir la parité 28 partout à trois minutes de la fin, après avoir été mené 21 à 10 et 28 à 20 grâce notamment à une passe canon vers Domenik Hixon réussissant les 2 points de conversion du touchdown égalisateur. Le match était joué sous des températures très basses. Les Panthers ratent le field goal qui leur aurait donné la victoire et le match se joue en prolongation. Les Giants remportent le match à la suite d'un touchdown inscrit à la course par Brandon Jacobs, 34 à 28. Grâce à cette victoire importante, ils sont classés comme la meilleure équipe de NFC. Ils sont donc exempté du premier tour de la phase éliminatoire et rencontrent au Giants Stadium lors du Tour de Division, leur rivaux de Philadelphie. Le match se joue dans des conditions venteuses et les Giants perdent le match 23 à 11. Manning y complète 15 de ses 29 passes pour 169 yards sans touchdown mais avec 2 interceptions.

### Saison 2009

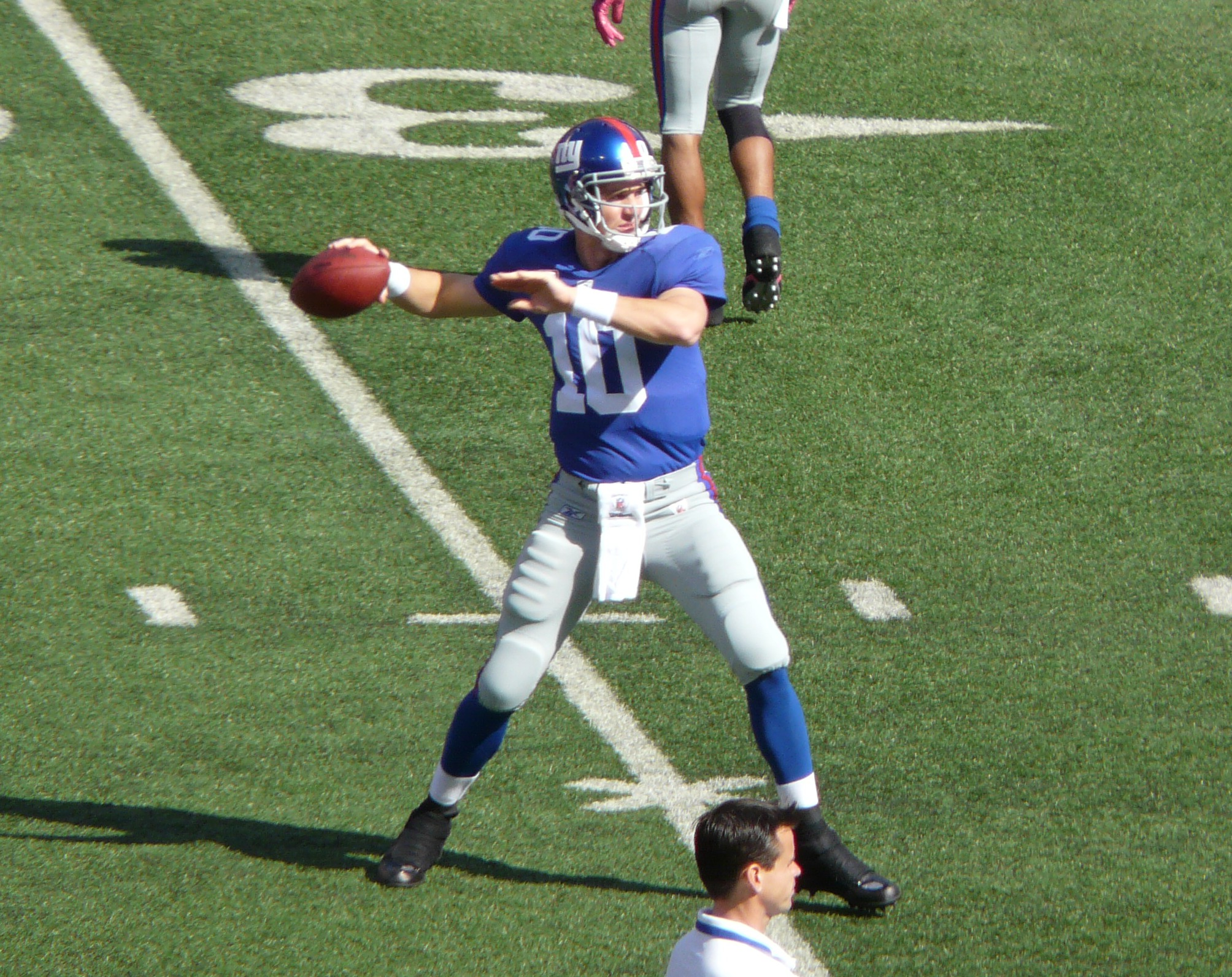
Manning à l'échauffement lors d'un match de pré-saison en 2009.

Manning et les Giants commencent la saison 2009 avec une victoire contre leurs rivaux de division, les Redskins de Washington sur le score de 23 à 13. Manning joue bien, complétant 20 des 19 passes tentées pour un gain net de 256 yards, 1 touchdown et 1 interception. Le match suivant a lieu lors de l'inauguration du Cowboys Stadium à Dallas. Le match est retransmis lors du Sunday Night Football sur la NBC. Manning joue remarquablement complétant 25 de ses 38 passes tentées pour un gain net total de 330 yards, 2 touchdowns sans interception pour une victoire 33 à 31 à la suite de la conversion d'un field goal dans les dernières secondes. En 3e semaine, lors du match à domicile contre les Buccaneers de Tampa Bay, Manning complète 14 de ses 24 passes pour 161 yards, 2 touchdowns sans interception. Les Giants menant largement au score, Manning est remplacé en début de second quart temps. Le match se termine sur le score de 24 à rien. En 4e semaine, contre les Chiefs de Kansas City, Manning joue bien jusqu'au début du 4e quart temps, lorsqu'au cours d'une action feintée, il se blesse au talon alors qu'il effectue une passe en fond de jeu vers son WR Steve Smith. Il reste cependant au jeu et lors de l'action suivante, il réussit une passe de 54 yards vers WR Hakeem Nicks qui inscrit le touchdown. On constate par la suite qu'il souffrait d'une fasciite plantaire (inflammation du tissu conjonctif au niveau de la plante des pieds). Sa participation au match de la 5e semaine fut un temps remise en question mais il jouera néanmoins, complétant 8 des 10 passes tentées avec un gain de 173 yards et 2 touchdowns pour une 5e victoire de rang sur le score de 44 à 7.

### Saison 2010

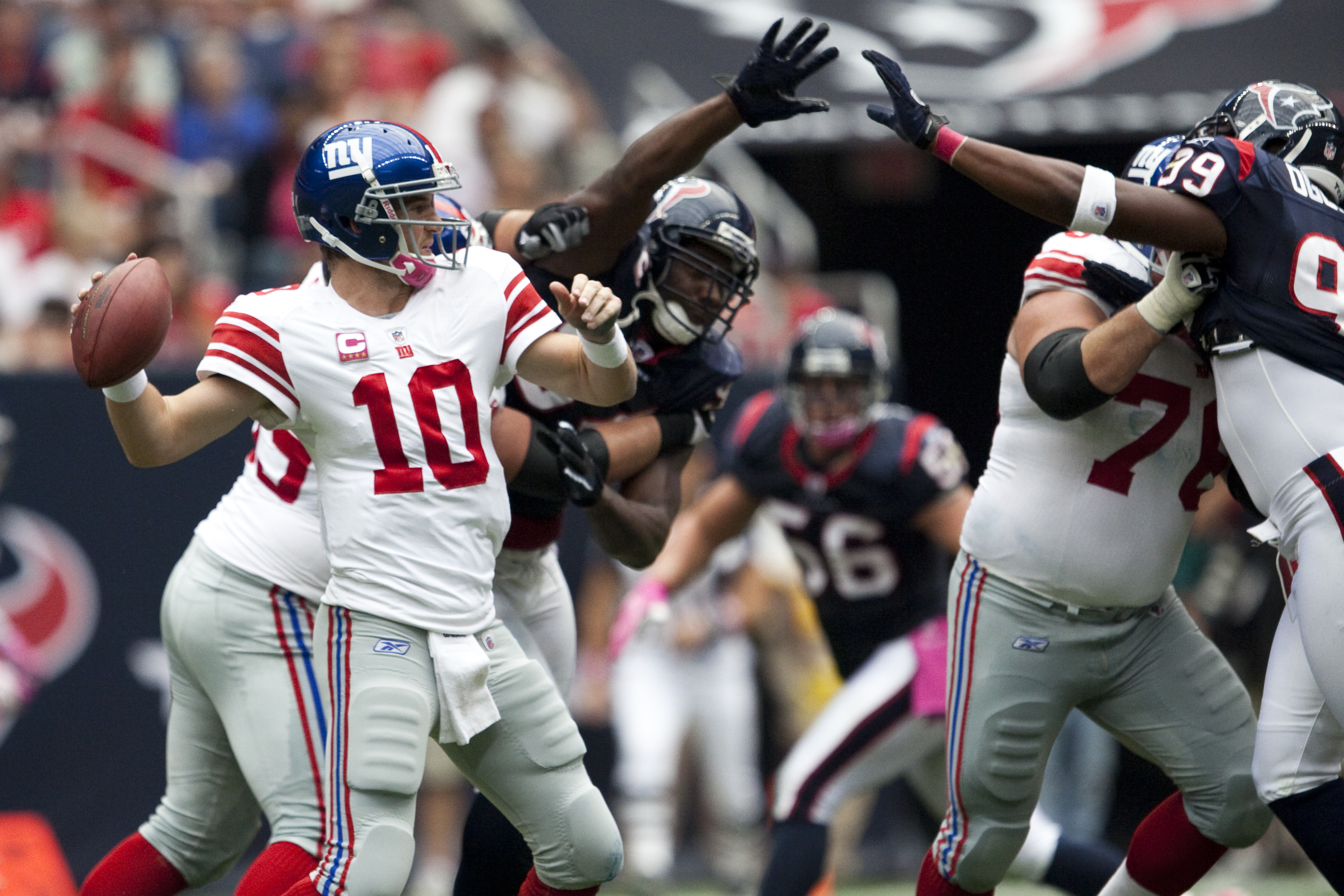
Manning contre les Texans de Houston en octobre 2010.

Le 16 août lors d'un match de pré saison contre les Jets de New York, Manning est heurté par Brandon Jacobs et par Calvin Pace. À la suite de ces chocs, il perd son casque et heurte sa tête contre le protège-visage ((en) facemask) de Jim Leonhard. La conséquence de cette action sera une large entaille à son visage qui nécessitera 12 points de suture. Manning doit arrêter de jouer.
Les Giants terminent la saison régulière sur un bilan de 10 victoires pour 6 défaites (contre les Colts d'Indianapolis, les Titans du Tennessee, les Cowboys de Dallas, les Eagles de Philadelphie et les Packers de Green Bay) mais à la seconde place de la NFC Est derrière les Eagles. Manning conduit son équipe à la victoire lors du dernier match de saison régulière contre les Redskins de Washington 17 à 14. Cependant, les Packers ayant également gagné 10 à 3 contre les Bears de Chicago, les Giants ne sont pas qualifiés pour la phase éliminatoire, la seconde Wild Card de la NFC étant attribuée aux Saints de La Nouvelle-Orléans (avec un bilan de 11 victoires et 5 défaites). Green Bay continuera son chemin et gagnera le Super Bowl XLV.
Manning termine la saison avec 4 002 yards à la passe (une nouvelle année au-dessus de 4 000 yards), un record de carrière de 31 touchdowns mais aussi un record personnel de passes interceptées (25), la moins bonne performance des quarterbacks de la NFL au cours de la saison 2010. Il affiche un pourcentage de 62.5 de complétion à la passe,.

### Saison 2011: Super Bowl XLVI

#### Pré saison
En août 2011, Manning suscite une légère controverse dans les médias sportifs au cours d'une interview à la radio lors du Michael Kay Show. Lorsque Kay lui demande s'il se considère comme un élite quarterback top 10-top 5 comme Tom Brady, il répond : « I consider myself in that class. Tom Brady is a great quarterback... I think now he's grown up and gotten better every year and that's what I'm trying to do. I kind of hope these next seven years of my quarterback days are my best.(Je me considère dans cette catégorie. Tom Brady est un grand quarterback... Je pense que maintenant il a grandi et devient meilleur d'année en année et c'est ce que je tente de faire. J'espère que mes sept prochaines années au poste de quarterback seront les meilleures.) »
Manning se fit critiquer sur le fait qu'il avait surestimé son statut et ses compétences, ses dernières statistiques venant contredire ses affirmations et notamment les 25 passes interceptées au cours de la saison précédente,.
Néanmoins, il fut soutenu au sein de sa franchise, notamment par son entraîneur principal Tom Coughlin et ses coéquipiers dont le wide receiver Hakeem Nicks. Plus tard dans la saison, le coordinateur défensif des Cowboys de Dallas, Rob Ryan, déclara à ce propos être du même avis que Manning confirmant qu'il était pour sûr un élite quarterback.

#### La saison régulière

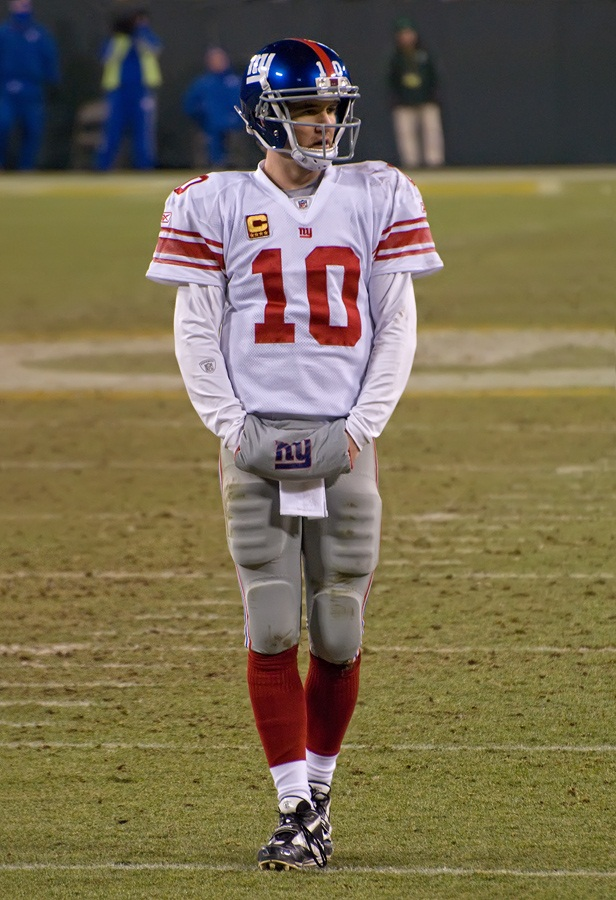
Eli Manning le 15 janvier 2012.

Les Giants commencent la saison 2011 en mode mineur, perdant chez les rivaux de Washington 14 à 28 lors d'un match très émouvant pour les fans des deux équipes puisqu'il se déroule le jour du 10e anniversaire des attentats du 11 septembre. Manning compléte 18 passes sur 32 tentées pour un gain de 268 yards mais une passe intercepté vers Ryan Kerrigan lors du 3e quart-temps coûtera très chère à son équipe, puisque l'interception est retournée pour un TD TD. Néanmoins, les Giants gagnent leurs trois prochains matchs dont celui joué contre les autres rivaux des Philadelphia Eagles. Pendant cette série, Manning s'améliore, lançant pour 8 TDs pour une seule interception.
Alors que leur bilan atteint les 6 victoires pour 2 défaites (dont une victoire 24 à 20 au cours de la dernière minute contre les Patriots de la Nouvelle-Angleterre, réminiscence du Super Bowl XLII, les Giants entrent dans la plus rude partie de leur programme pour affronter les 49ers de San Francisco, les Saints de La Nouvelle-Orléans, et les Packers de Green Bay, toutes potentiellement respectivement championnes des divisions NFC West, South, et North. Les Giants perdent ces trois matchs mais aussi le suivant à domicile contre les Eagles de Philadelphie. Ils compromettent ainsi de nouveau leurs espoirs de phase éliminatoire. Cependant contrairement aux saisons précédentes, les Giants vont finir en force la saison régulière, remportant 3 des 4 derniers matchs dont deux matchs clés : le premier contre les Jets de New York et le second contre les rivaux de division, les Cowboys de Dallas. Lors de ce dernier match de la saison, Manning lance pour 346 yards et 3 touchdowns, donnant la victoire aux Giants, le titre de la division NFC East mais surtout un accès à la phase éliminatoire.

#### Les playoffs 2011

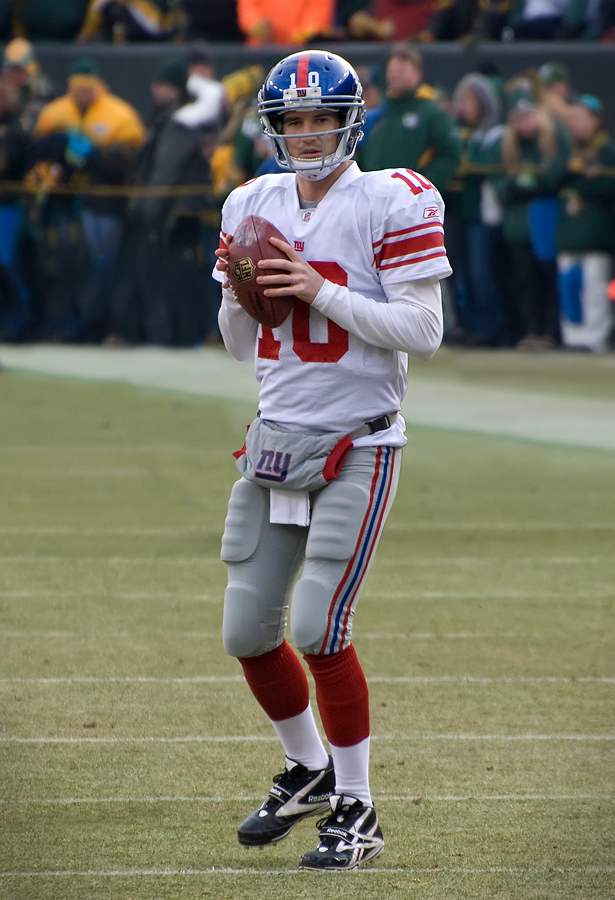
Eli Manning pendant le match de playoff contre les Packers.

Les Giants sont considérés comme des une des plus faibles équipe accédant à la phase éliminatoire. Ils sont en effet l'équipe affichant le plus mauvais bilan en saison régulière (9-7) de toutes des équipes de la NFC. Toutefois, Manning et son équipe vont, une nouvelle fois, faire preuve de leur endurance dès la fin de saison. Ils vont tout d'abord facilement écarter les Falcons d'Atlanta lors du match de Wild Card, 24 à 2. Ils vont ensuite écraser, en déplacement, par le score de 37 à 20, les champions sortants et meilleure équipe NFL en saison régulière, les Packers de Green Bay. Lors de cette victoire, Manning réussira 22 de ses 33 passes tentées, inscrivant 3 touchdowns à la passe pour 1 seule interception. Le week-end suivant, les Giants se vengent également des 49ers de San Francisco qui les avaient battus en saison régulière. Le match se joue en prolongation et les Giants remportent le match 20 à 17. Ils deviennent ainsi champions de la NFC. Cette victoire envoie Manning et ses Giants pour la seconde fois en cinq ans au Super Bowl. Ils y rencontreront les Patriots de la Nouvelle-Angleterre et leur quarterback Tom Brady pour une revanche du Super Bowl XLII. Les Giants marquent également l'histoire de la NFL en devenant la première équipe à se qualifier pour un Super Bowl après avoir battu lors de la phase éliminatoire, les équipes contre lesquelles ils avaient perdu en saison régulière (394 points inscrits pour 400 points encaissés).

#### Le Super Bowl XLVI
Le 5 février 2012, à Indianapolis, le Super Bowl XLVI devient l’événement télévisé le plus regardé de l'histoire de la télévision américaine. Manning conduit les Giants à une victoire surprise une nouvelle fois contre les favoris (à 2.5 contre 1) les Patriots de la Nouvelle-Angleterre. Il s'agit de son deuxième Super Bowl gagné et le quatrième de la franchise.

« I was yelling to Bradshaw, 'Don't score, don't score. He tried to stop, but he fell into the end zone. »

— Je criais à Bradshaw : Ne marques pas, ne marques pas. Il tenta de s'arrêter mais s'écroula dans la zone d'en-but. déclara Eli Manning se remémorant le touchdown victorieux inscrit par Ahmad Bradshaw
Menés 17 à 15 par les Patriots dans les dernières minutes du match, Manning conduit son équipe lors d'un drive de 88 yards pour inscrire un touchdown que beaucoup d'observateurs qualifieront d'accidentel, : Alors qu'il ne reste qu'une minute de temps de jeu, les Giants appellent un jeu à la course et Manning cède le ballon à Bradshaw dans l'espoir qu'il s'arrête tout près de la ligne d'en-but espérant forcer les Patriots à utiliser leur dernier temps mort et permettre ainsi aux Giants de jouer la montre en laissant s'écouler le temps de jeu. Les Patriots cependant ne tentent pas d'arrêter Bradshaw lors de sa course et celui-ci dans son élan vient s'écrouler dans la end-zone malgré une tentative vaine de s'arrêter avant la ligne. Heureusement, le temps de jeu restant se révélera trop faible pour permettre au quarterback des Patriots Tom Brady de revenir au score, la défense des Giants arrivant à les contenir.
Manning est désigné pour la deuxième fois MVP du Super Bowl, devenant le 3e quarterback consécutif à gagner le trophée.
Les Giants par cette victoire deviennent la première franchise à remporter le Super Bowl en ayant gagné moins de 10 des 16 matchs joués en saison régulière. Manning devient aussi le premier quarterback à lancer plus de 4900 yards et à gagner un Super Bowl lors d'une même saison. La franchise est également la première à avoir gagné un Super Bowl avec un jeu de course classé 32e (dernier) de la ligue et une défense classée aussi mal (27e).
Pour célébrer la victoire au Super Bowl, Manning et ses Giants paradent dans Manhattan et sont honorés en recevant symboliquement les clés de la ville des mains du maire de New York, Michael Bloomberg.

### Saison 2012
Lors du dernier match de la saison régulière (victoire 42 à 7 contre les Eagles de Philadelphie), Manning établi son record de TD lancé en un seul match puisqu'il en inscrira 5 à la passe, réussissant 13 de ses 21 passes tentées pour un gain de 208 yards sans interception.
Il termine la saison régulière avec 26 TDs à la passe, 15 interceptions pour un gain global de 3 948 yards.
Même si les Giants ne se qualifient pas pour la phase éliminatoire, Manning est sélectionné pour son troisième Pro Bowl en tant que deuxième suppléant.

### Saison 2013
Les Giants commencent la saison de la pire des manières avec 6 défaites consécutives soit la pire saison depuis 1976. Manning se fait intercepter à 12 reprises lors de ses cinq premiers matchs. Il perdra lors du troisième match sur le score de 41 à 23 chez les Broncos emmenés par son frère Peyton, complétant 28 de ses 39 passes tentées pour un gain de 362 yards mais avec 4 interceptions. Il égalise ainsi son record de carrière du nombre de passes interceptées. C'est en fait la quatrième fois qu'il se fait intercepter à quatre reprises sur un match. Il bat malheureusement ce record en 15e semaine, lors du match perdu 23 à 0 contre les Seahawks de Seattle puisqu'il y est intercepté à 5 reprises.
Manning termine la saison avec 27 interceptions soit le record de sa carrière en une saison. La franchise termine avec un bilan négatif de 7 victoires pour 9 défaites, la première saison négative depuis l'année rookie de Manning.
Manning dépasse QB Phil Simms pour devenir le leader de la franchise en nombre de yards gagnés à la passe 33 463 yards). Simms, qui a joué pendant 14 saisons avec les Giants, a terminé sa carrière avec 33 462 yards,.

### Saison 2014

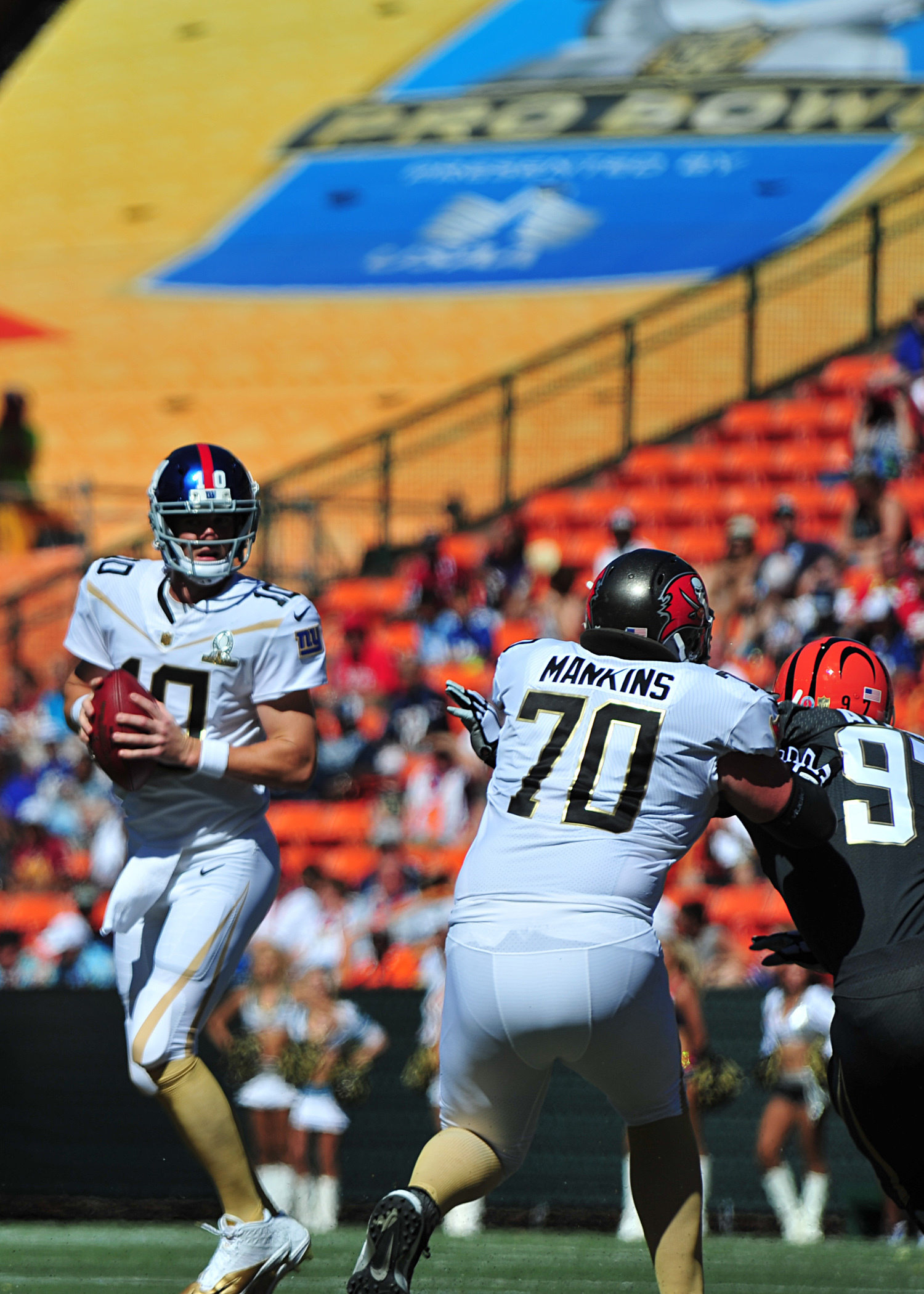
Manning (10) au Pro Bowl 2016

Après deux défaites de début de saison, les Giants gagnent à trois reprises mais perdent ensuite leurs sept matches suivants dont le match contre les 49ers de San Francisco au cours duquel Manning se fait intercepter à cinq reprises (égalisant sa plus mauvaise performance en ce domaine). La franchise gagnera trois des quatre derniers matches pour conclure une saison décevante avec 6 victoires pour 10 défaites.
Manning termine la saison avec 30 TDs inscrits à la passe, 14 interceptions et 4 410 yards gagnés à la passe.

### Saison 2015
Quelques jours avant l'ouverture de la saison 2015 contre les rivaux de Dallas, Manning signe une extension de contrat de 4 ans d'une valeur de 84 M. $. Après six matches, le bilan des Giants est de 3 victoires pour autant de défaites, occupant la première place de la division NFC East. En semaine 8, Manning lance pour 6 touchdowns et 350 yards, son record en NFL mais les Giants perdent 52 à 49 chez les Saints de La Nouvelle-Orléans. La fin de saison est catastrophique pour la franchise, qui lors des cinq derniers matchs ne gagneront qu'à une seule reprise clôturant la saison régulière à nouveau sur un bilan négatif de 6 victoires pour 10 défaites.
Manning cependant établi ses propres records au niveau du nombre de touchdowns réussis à la passe (35), au niveau des passes complétées (387) au niveau des passes tentées (618) et au niveau de l'évaluation à la passe (93.6). Il ne lui a manqué qu'un seul touchdown à la passe pour égaler le record de la franchise détenu par Y.A. Tittle. Manning a aussi lancé pour 4 432 yards en 2015, la deuxième meilleure performance de sa carrière. Le 22 janvier 2016, Manning est sélectionné pour la quatrième fois de sa carrière au Pro Bowl en remplacement de Ben Roethlisberger.
Cette quatrième sélection au Pro Bowl permet à Manning d'égaler le record de participation d'un quarterback de la franchise détenu par QB Fran Tarkenton

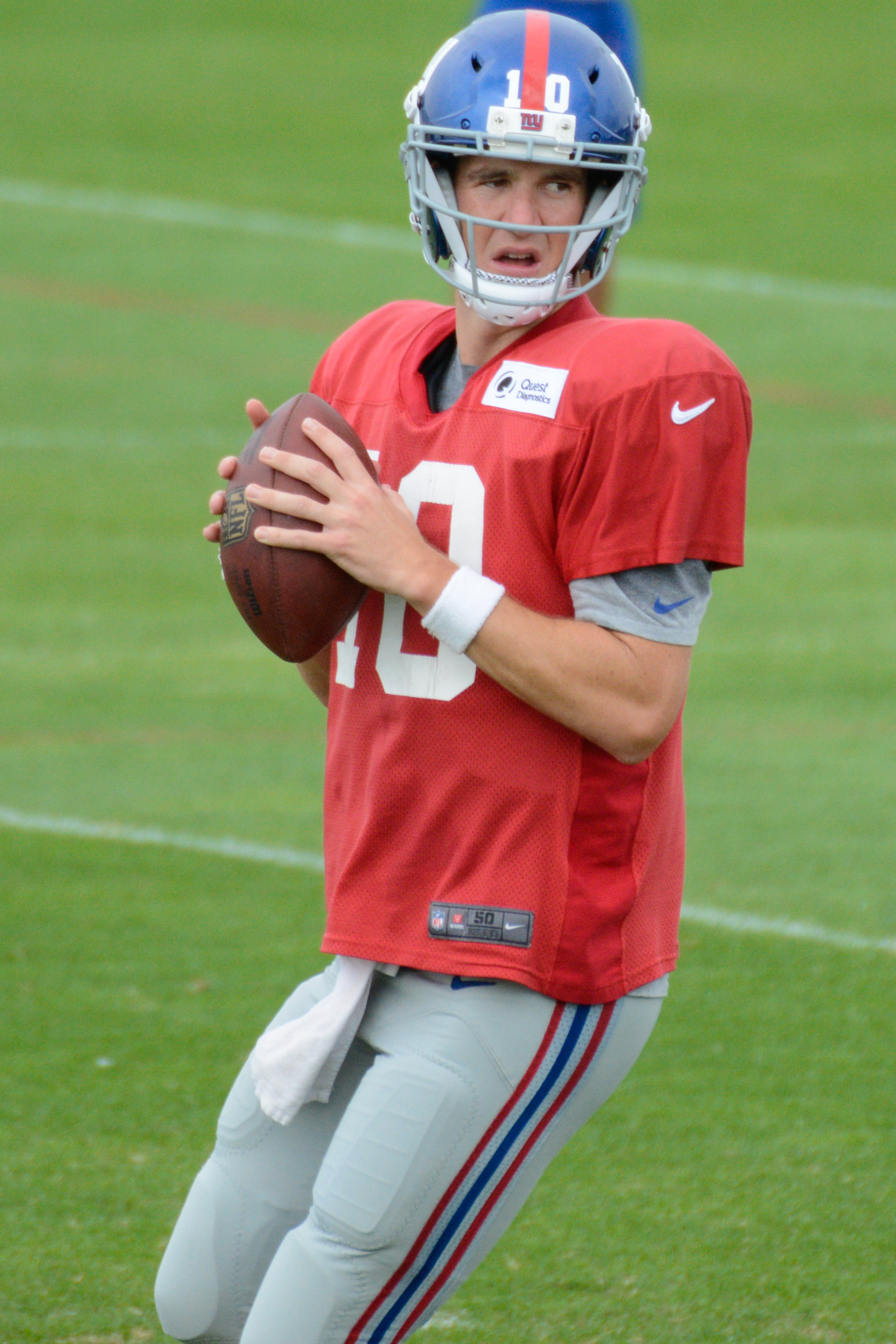
Camp d'entrainement 2016

### Saison 2016
Le 11 septembre à l'occasion du premier match de la saison 2016 contre les rivaux de Dallas (victoire 20 à 19), Manning lance pour 207 yards inscrivant 3 touchdowns pour 1 interception. Le 16 octobre 2016, lors de la victoire sur les Ravens de Baltimore, Manning réussit à lancer 3 passes de touchdown, atteignant un nombre total de 302 touchdowns à la passe dans sa carrière, dépassant John Elway et devenant, au nombre de touchdowns inscrits à la passe, le 7e QB de tous les temps. En semaine 9, la victoire est de nouveau au rendez-vous contre les Eagles de Philadelphie 28 à 23 et Eli Manning réussi à convertir 4 touchdowns à la passe (son record de saison) malgré 2 interceptions. En 16e semaine, à nouveau contre les Eagles, Manning établi son propre record de passe en un seul match (63 passes). Il ne converti qu'un seul touchdown à la passe pour 3 interceptions. Il détrône son frère Peyton Manning qui avait un record de 21 matchs avec plus de 3 interceptions, Eli atteignant le nombre de 22 matchs après celui contre les Eagles. Malgré la défaite encourue contre les Eagles, les Giants se qualifient pour la phase éliminatoire au détriment des Buccaneers de Tampa Bay, ceux-ci ayant perdu 31 à 24 contre les Saints de La Nouvelle-Orléans. En battant leurs rivaux de division les Redskins de Washington en dernière semaine (éliminant par ailleurs ceux-ci de la phase éliminatoire), ils terminent la saison régulière avec un bilan de 11 victoires pour 5 défaites, la première saison positive depuis 2012. La franchise décroche le Seed #5 de la NFC et doit se déplacer en Wild card chez les Packers de Green Bay au Lambeau Field. Manning complète 23 de ses 44 passes tentées pour 299 yards, inscrivant 1 TD pour 1 interception. Les Packers battent néanmoins largement les Giants 38 à 13 mettant un terme à la saison de New York.
Le bilan de la saison de Manning est de 4 326 yards pour 27 touchdowns avec 17 interceptions. Il obtient sa plus mauvaise évaluation de QB (86,0) depuis la saison 2008. Dans l'ensemble, l'attaque des Giants, classée 27e de la ligue, fut terne voire médiocre pendant la plupart de la saison ayant une moyenne de 19 points inscrits par match (et même 16 points lors des 5 derniers matchs de saison régulière).
Le 4 février 2017, Eli Manning partage avec le WR des Cardinals Larry Fitzgerald le Walter Payton NFL Man of the Year (comme Drew Brees et LaDainian Tomlinson en 2006).

### Saison 2017
En 9e semaine, Manning termine le match avec 220 yards gagnés à la passe, 2 touchdowns et une interception lors du match perdu 51 à 17 contre les Rams de Los Angeles. Pendant ce match, il devient le 7e quarterback à atteindre les 50 000 yards gagnés à la passe,.
Le 28 novembre 2017, avec un bilan de 2 victoires pour 9 défaites, la franchise annonce qu'en 13e semaine, Manning sera mis sur le banc et remplacé par Geno Smith. Cette décision met fin à la série de 210 matchs consécutifs en saison régulière débutés comme titulaire au poste de quarterback par Eli Manning. De tout l'histoire de la NFL, il s'agit de la deuxième plus longue série pour le poste de QB, Brett Favre détenant le record avec 297 rencontres consécutives.

L'entraîneur principal Ben McAdoo proposera néanmoins à Manning de continuer sa série mais celui-ci refusera en déclarant : 
« "My feeling is that if you are going to play the other guys, play them. Starting just to keep the streak going and knowing you won't finish the game and have a chance to win it is pointless to me, and it tarnishes the streak." - Mon sentiment est que si vous voulez faire jouer d'autres gars, faites les jouer. Débuter juste pour continuer la série tout en sachant que vous ne terminerez pas le match et que vous n'aurez pas la chance de gagner est inutile pour moi, et cela ternirait la série. »
 Ce remplacement est accueilli sévèrement pas plusieurs anciens joueurs et entraîneurs des Giants.
Le 5 décembre, deux jours après le match de la 13e semaine, Manning reprend sa place de titulaire au poste de quarterback tandis que l'entraîneur principal McAdoo est remercié par la franchise.
En 15e semaine contre les Eagles, Manning gagne 434 yards à la passe inscrivant 3 touchdowns pour 1 interception. Les Giants perdent néanmoins le match 29 à 34, permettant aux Eagles d'être en repos lors du premier tour des matchs de la phase éliminatoire. Le 24 décembre, contre les Cardinals de l'Arizona, Manning devient 6e au classement des quarterbacks NFL en ce qui concerne le nombre de yards gagnés. Il dépasse de ce fait QB John Elway.
Il remporte 18 à 10 le dernier match de saison régulière contre les Redskins de Washington, y inscrivant 132 yards et un touchdown à la passe pour une interception. Les Giants terminent une nouvelle saison décevante avec un bilan de 3 victoires pour 13 défaites,.

### Saison 2018

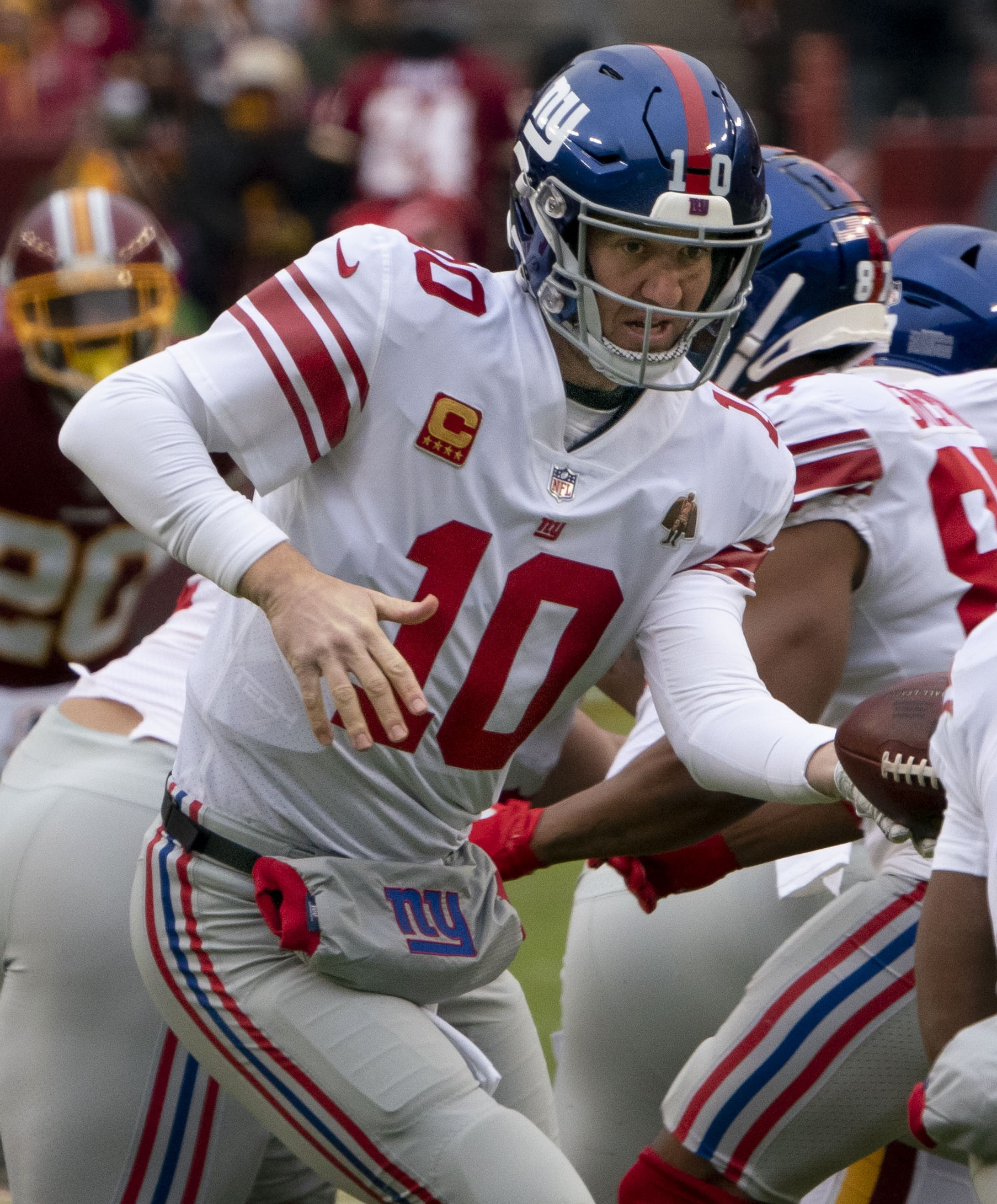
Manning en 2018

Pour mettre un terme aux rumeurs concernant une possible libération de Manning, l'entraîneur principal des Giants Pat Shurmur déclare : 
« "I think what's important is we have a guy (Manning) here who has helped this organization win Super Bowls. He's an outstanding player and I'm really looking forward to working with him." - "Je pense que ce qui est important, c’est que nous avons ici, un type (Manning) qui a aidé cette organisation à remporter des Super Bowls. C'est un joueur exceptionnel et j'ai vraiment hâte de travailler avec lui." »
.
Après deux défaites en début de saison, Manning et les Giants battent les Texans de Houston 27 à 22. Manning est efficace, réussissant 25 des 29 passes tentées pour un gain total de 297 yards et 2 touchdowns. Ils perdent néanmoins les cinq rencontres suivantes, Manning devenant même le quarterback le plus plaqué de la ligue malgré une nette amélioration du jeu de course grâce à l'éclosion du débutant Saquon Barkley. Manning avait pourtant gagné 399 yards à la passe lors de la quatrième de ces défaites soit en septième semaine contre les Falcons d'Atlanta. Il est malheureusement plaqué à sept reprises et intercepté à deux reprises lors de la huitième semaine. La semaine suivante, lors de la victoire contre les 49ers de San Francisco, Manning se reprend en inscrivant trois touchdowns à la passe sans aucune interception. Il réussit ensuite 17 passes sur les 18 tentées lors de la victoire sur les Buccaneers de Tampa Bay inscrivant deux touchdowns,. Les Giants obtiennent 4 victoires pour autant de défaites lors des huit derniers matchs, terminant la saison dernier de la NFC Est avec un nouveau bilan négatif de 5 victoires pour 11 défaites. Le bilan final de la saison 2018 pour Manning est de 4 299 yards gagnés à la passe, 21 touchdowns pour 11 interceptions.

### Saison 2019
Manning est titulaire pour les deux premiers matchs de la saison 2019 des Giants. Il réalise un gain de 306 yards et un touchdown dans une défaite de 35-17 face aux Cowboys de Dallas et 250 yards, un touchdown et deux interceptions dans une défaite de 28-14 face aux Bills de Buffalo. Le 17 septembre, les Giants annoncent que Manning ne commence pas le match de la troisième semaine de l'équipe contre les Buccaneers de Tampa Bay, optant plutôt pour Daniel Jones, leur choix de premier tour de la draft 2019. Il revient le 9 décembre, lors d'un match à l'extérieur contre les Eagles de Philadelphie, en raison d'une blessure subie par Jones. Pendant le match, Manning lance pour 203 yards et deux passes de touchdowns au wide receiver Darius Slayton, mais le match se termine par une défaite en prolongation par 23-17. Lors du match de la semaine suivante contre les Dolphins de Miami, à domicile, Manning lance pour 283 yards, deux touchdowns et trois interceptions, menant l'équipe à une victoire 36-20. À la fin du match, Manning est retiré du terrain et reçoit une ovation car de nombreux fans pensent que c'est le dernier match à domicile d'Eli Manning en tant que quarterback titulaire. Jones revient à l'action pour la 16e semaine et la saison de Manning est terminée. Il la finit avec 1 042 yards par la passe, six touchdowns et cinq interceptions en quatre matchs.

### Retraite
Le 22 janvier 2020, Manning annonce sa retraite, une conférence de presse officielle étant prévue pour le 24 janvier 2020,,. John Mara déclare lors de la conférence de presse que Manning sera intronisé dans le cercle d'honneur des Giants en 2020 et que son numéro 10 sera retiré.

## Statistiques en NFL
| Légende | Légende               |
| ------- | --------------------- |
|         | Mène la Ligue         |
|         | Gagnant du Super Bowl |
| Gras    | Record de carrière    |

| Année               | Équipe              | MJ  |         | Passes   | Passes | Passes | Passes | Passes | Passes | Passes  |       | Courses | Courses | Courses | Courses |     | Sacks  | Sacks |  | Fumbles | Fumbles |
| Année               | Équipe              | MJ  | Tentées | Réussies | Pct.   | Yards  | TD     | Int.   | Éval.  | Tentées | Yards | Moy.    | TD      | Nb.     | Yards   | Nb. | Perdus |       |  |         |         |
| 2004                | Giants de New York  | 9   | 197     | 95       | 48,2   | 1 043  | 6      | 9      | 55,4   | 6       | 35    | 5,8     | 0       | 13      | 83      | 3   | 1      |       |  |         |         |
| 2005                | Giants de New York  | 16  | 557     | 294      | 52,8   | 3 762  | 24     | 17     | 75,9   | 29      | 80    | 2,8     | 1       | 28      | 184     | 9   | 2      |       |  |         |         |
| 2006                | Giants de New York  | 16  | 522     | 301      | 57,7   | 3 244  | 24     | 18     | 77,0   | 25      | 21    | 0,8     | 0       | 25      | 186     | 9   | 2      |       |  |         |         |
| 2007                | Giants de New York  | 16  | 529     | 297      | 56,1   | 3 336  | 23     | 20     | 73,9   | 29      | 69    | 2,4     | 1       | 27      | 217     | 13  | 7      |       |  |         |         |
| 2008                | Giants de New York  | 16  | 479     | 289      | 60,3   | 3 238  | 21     | 10     | 86,4   | 20      | 10    | 0,5     | 1       | 27      | 174     | 5   | 2      |       |  |         |         |
| 2009                | Giants de New York  | 16  | 509     | 317      | 62,3   | 4 021  | 27     | 14     | 93,1   | 17      | 65    | 3,8     | 0       | 30      | 216     | 13  | 8      |       |  |         |         |
| 2010                | Giants de New York  | 16  | 539     | 339      | 62,9   | 4 002  | 31     | 25     | 85,3   | 32      | 70    | 2,2     | 0       | 16      | 117     | 7   | 5      |       |  |         |         |
| 2011                | Giants de New York  | 16  | 589     | 359      | 61,0   | 4 933  | 29     | 16     | 92,9   | 35      | 15    | 0,4     | 1       | 28      | 199     | 8   | 4      |       |  |         |         |
| 2012                | Giants de New York  | 16  | 536     | 321      | 59,9   | 3 948  | 26     | 15     | 87,2   | 20      | 30    | 1,5     | 0       | 19      | 136     | 4   | 1      |       |  |         |         |
| 2013                | Giants de New York  | 16  | 551     | 317      | 57,5   | 3 818  | 18     | 27     | 69,4   | 18      | 36    | 2,0     | 0       | 39      | 281     | 7   | 2      |       |  |         |         |
| 2014                | Giants de New York  | 16  | 601     | 379      | 63,1   | 4 410  | 30     | 14     | 92,1   | 12      | 31    | 2,6     | 1       | 28      | 187     | 7   | 4      |       |  |         |         |
| 2015                | Giants de New York  | 16  | 618     | 387      | 62,6   | 4 436  | 35     | 14     | 93,6   | 20      | 61    | 3,1     | 0       | 27      | 157     | 11  | 4      |       |  |         |         |
| 2016                | Giants de New York  | 16  | 598     | 377      | 63,0   | 4 027  | 26     | 16     | 86,0   | 21      | -9    | -0.4    | 0       | 21      | 152     | 7   | 4      |       |  |         |         |
| 2017                | Giants de New York  | 15  | 571     | 352      | 61,6   | 3 468  | 19     | 13     | 80,4   | 12      | 26    | 2,2     | 1       | 31      | 189     | 11  | 5      |       |  |         |         |
| 2018                | Giants de New York  | 16  | 576     | 380      | 66,0   | 4 299  | 21     | 11     | 92,4   | 15      | 20    | 1,3     | 1       | 47      | 358     | 7   | 4      |       |  |         |         |
| 2019                | Giants de New York  | 4   | 147     | 91       | 61,9   | 1 042  | 6      | 5      | 82,6   | 4       | 7     | 1,8     | 0       | 5       | 44      | 3   | 1      |       |  |         |         |
| Totaux en NFL / NYG | Totaux en NFL / NYG | 236 | 8 119   | 4 895    | 60,3   | 57 023 | 366    | 244    | 84,1   | 315     | 567   | 1,8     | 7       | 411     | 2 870   | 125 | 56     |       |  |         |         |

| Année            | Équipe             | MJ |         | Passes   | Passes | Passes | Passes | Passes | Passes | Passes  |       | Courses | Courses | Courses | Courses |     | Sacks  | Sacks |  | Fumbles | Fumbles |
| Année            | Équipe             | MJ | Tentées | Réussies | Pct.   | Yards  | TD     | Int.   | Éval.  | Tentées | Yards | Moy.    | TD      | Nb.     | Yards   | Nb. | Perdus |       |  |         |         |
| 2004             | Giants de New York | 1  | 18      | 10       | 55,6   | 113    | 0      | 3      | 35,0   | 0       | 0     | 0       | 0       | 4       | 22      | 1   | 1      |       |  |         |         |
| 2006             | Giants de New York | 1  | 27      | 16       | 59,3   | 161    | 2      | 0      | 88,7   | 2       | 4     | 2       | 0       | 1       | 7       | 0   | 0      |       |  |         |         |
| 2007             | Giants de New York | 4  | 119     | 72       | 61,3   | 854    | 6      | 1      | 95,7   | 8       | 10    | 1,3     | 0       | 9       | 47      | 2   | 0      |       |  |         |         |
| 2008             | Giants de New York | 1  | 29      | 15       | 51,7   | 169    | 0      | 2      | 40,7   | 1       | 0     | 0       | 0       | 0       | 0       | 0   | 0      |       |  |         |         |
| 2011             | Giants de New York | 4  | 163     | 106      | 65,0   | 1219   | 9      | 1      | 103,3  | 8       | 20    | 2,5     | 0       | 11      | 75      | 1   | 0      |       |  |         |         |
| 2016             | Giants de New York | 1  | 44      | 23       | 52.3   | 299    | 1      | 1      | 72.1   | 1       | 11    | 11.0    | 0       | 2       | 4       | 1   | 1      |       |  |         |         |
| Totaux NFL / NYG | Totaux NFL / NYG   | 12 | 400     | 242      | 60,5   | 2 815  | 18     | 9      | 87,4   | 20      | 45    | 2,3     | 0       | 27      | 155     | 5   | 2      |       |  |         |         |

## Palmarès
- Maxwell Award 2003 (meilleur joueur NCAA)
- Super Bowl XLII et Most Valuable Player de ce match
- Super Bowl XLVI et Most Valuable Player de ce match